# Алфи Дејс
Алфи Дејс (рођен 17. септемра 1993) је енглески јутјубер и аутор YouTube канала PointlessBlog,PointlessBlogVlogs и PointlessBlogGames.Од 2014. године у продају су пуштене три његове књиге у оквиру PointlessBlog серијала. Четвртог септемра 2014. године пуштена је у продају његова прва књига "The Pointless Book" а затим друга књига "The Pointless Book 2" пуштена је у продају 26. марта 2015. године, такође он је написао књигу "The Scrapbook of my life" која је пуштена у продају 24. марта 2016. године.

## Каријера
Дејс је почео PointlessBlog Ју Тјуб канал 2009. године. Од маја 2016. године, његов канал има преко 5,1 милиона пријављених и преко 392 милиона прегледа на Ју Тјубу. Његов други канал има 3,2 милиона пријављених и 468 милиона прегледа, његов канал за игрице има 1,6 милиона пријављених и 153 милиона прегледа. Он има 3,2 милиона пратиоца на Twitteru и 4 милиона пратиоца на Instagramu.Yahoo!News га је именовао за једног од " 12 веб паметних предуэетника эа гледање " у децембру 2013. године, био је представљен на насловници часописа Company у јануарском издању 2014. године и одликован је за " Генерацију јутјуба ".
Дејс је сарађивао са великим бројем других јутјубера; укључујући Тању Бур, Луис Пентланд, Грејс Хелбиг, Тајлера Оклеја, Трој Сиван, Миранду Сингс, Џоија Сага, Зои Саг и Џима Чапмана. Такође је направио неколилко видеа са Аријаном Гранде эа You Generation на Ју Тјубу. Он је тренутно један од познатијих упоређујући са другим јутјуберима, на страници Style Haul serijeThe Crew, описан је на тинејџерском сајту као " мушка верзија Loose Women, али мало мање настран ".
Године 2013. Дејс је био члан " Guinness World Record " канала и Свецких рекорда, укључујући " Највише наруквица стављено за 30 секунди од стране два тима " заједно са Маркусом Батлером и ’Laurbubble’ ( који се још држи ) и " Највише испуцаних петарди за 30 секунди " са бројем од 29 , преваэишли су претходни рекорд од 1 ( он је затим иэгубио рекорд од Ашрите фурмен у октобру 2013. године ) .
Дејс је био укључен у фондацију 'Debrett’s'500, слушајућу најутицајније људе Велике Британије испод Нове Медијске категорије.

### The Pointless Book
Дејс је потписао уговор са Блинком Паблишингом 2014. године, његова књига The Pointless Book 2 изашла је у продају исте године. Књига је део дневника, део активне књиге и укључује бесплатну онлајн апликацију и друштвену медијску интеграцију. Није могла да се упореди са Кери Смит Wreck This Jornal који садржи неке сличне идеје. Rик Самдер, за The Guardian почео је као " То је нешто као кад дате детету радне листове у музеју и планирате да остану мирни ". Већина ових страна је празна и садржи инструкције за " Цртање себе " или " Попуни ову страну чим год ти желииш " и пронаћи то док " Можда није Moby Dick " он је почео то " The Pointless Book " је лукав део познавања технологије".
Наставак The Pointless Book The Piontless Book 2 је пуштен у продају 26. марта 2015. године и сличног је контекста. Била је то друга најпродаванија књига недеље од пуштања у продају. И трећа је пуштена у продају касније те године.

### Музика
Дејс је 2014. године имао улогу у синглу " Do They Know It’s Christmas? " као део Band Aid 30 добротворне установе супергрупе подизао је паре за Епидемију вируса еболе у Западној Африци Дејс је био део " Мушког Ју Тјуб бенда " који је прикупљао новац за Comic Relief ( смехом у помоћ ) и имао је улогу у The Guardian.

### Радио
У нобембру 2014. године Дејс се појавио на " ''The Radio 1 Breakfast Show'' " са Ник Гримшав заједно са колегом влогером Маркусом Батлером.

## Награде и номинације
| Година | Номинације | Награде | Резултат | − | 2014 | "Ариана ме шминка" са Arianom Grande | Teen Choise Award for Choise Web Collaboration | Номинован | − | 2015 | Nickelodeon Kid’s Choise Awards | британски омиљени влогер | номинован | − | BBC Radio 1 Teen Awards | најбољи британски влогер | номинован |

## Приватан живот
Дејс је тренутно у вези са једном од јутјуб личности Зои Саг.